# Olimpiai érmesek listája labdarúgásban
Ez a lap az olimpiai érmesek listája labdarúgásban 1900-tól 2012-ig.

## Összesített éremtáblázat
(A táblázatokban Magyarország és a rendező nemzet sportolói eltérő háttérszínnel, az egyes számoszlopok legmagasabb értéke vagy értékei vastagítással kiemelve.)
| A nyári olimpiai játékok összesített éremtáblázata labdarúgásban | A nyári olimpiai játékok összesített éremtáblázata labdarúgásban | A nyári olimpiai játékok összesített éremtáblázata labdarúgásban | A nyári olimpiai játékok összesített éremtáblázata labdarúgásban | A nyári olimpiai játékok összesített éremtáblázata labdarúgásban | Olimpia  |
| ---------------------------------------------------------------- | ---------------------------------------------------------------- | ---------------------------------------------------------------- | ---------------------------------------------------------------- | ---------------------------------------------------------------- | -------- |
|                                                                  | Ország                                                           | Arany                                                            | Ezüst                                                            | Bronz                                                            | Összesen |
| 1.                                                               | Egyesült Államok (USA)                                           | 4                                                                | 2                                                                | 1                                                                | 7        |
| 2.                                                               | Magyarország (HUN)                                               | 3                                                                | 1                                                                | 1                                                                | 5        |
| 3.                                                               | Nagy-Britannia (GBR)                                             | 3                                                                | 0                                                                | 0                                                                | 3        |
| 4.                                                               | Argentína (ARG)                                                  | 2                                                                | 2                                                                | 0                                                                | 4        |
| 5.                                                               | Szovjetunió (URS)                                                | 2                                                                | 0                                                                | 3                                                                | 5        |
| 6.                                                               | Uruguay (URU)                                                    | 2                                                                | 0                                                                | 0                                                                | 2        |
| 7.                                                               | Jugoszlávia (YUG)                                                | 1                                                                | 3                                                                | 1                                                                | 5        |
| 8.                                                               | Spanyolország (ESP)                                              | 1                                                                | 2                                                                | 0                                                                | 3        |
| 8.                                                               | Lengyelország (POL)                                              | 1                                                                | 2                                                                | 0                                                                | 3        |
| 10.                                                              | NDK (GDR)                                                        | 1                                                                | 1                                                                | 1                                                                | 3        |
| 11.                                                              | Franciaország (FRA)                                              | 1                                                                | 1                                                                | 0                                                                | 2        |
| 11.                                                              | Nigéria (NGR)                                                    | 1                                                                | 1                                                                | 0                                                                | 2        |
| 11.                                                              | Csehszlovákia (TCH)                                              | 1                                                                | 1                                                                | 0                                                                | 2        |
| 14.                                                              | Olaszország (ITA)                                                | 1                                                                | 0                                                                | 2                                                                | 3        |
| 14.                                                              | Norvégia (NOR)                                                   | 1                                                                | 0                                                                | 2                                                                | 3        |
| 14.                                                              | Svédország (SWE)                                                 | 1                                                                | 0                                                                | 2                                                                | 3        |
| 17.                                                              | Belgium (BEL)                                                    | 1                                                                | 0                                                                | 1                                                                | 2        |
| 17.                                                              | Kanada (CAN)                                                     | 1                                                                | 0                                                                | 1                                                                | 2        |
| 19.                                                              | Kamerun (CMR)                                                    | 1                                                                | 0                                                                | 0                                                                | 1        |
| 19.                                                              | Mexikó (MEX)                                                     | 1                                                                | 0                                                                | 0                                                                | 1        |
|                                                                  |                                                                  |                                                                  |                                                                  |                                                                  |          |
| 21.                                                              | Brazília (BRA)                                                   | 0                                                                | 5                                                                | 2                                                                | 7        |
| 22.                                                              | Dánia (DEN)                                                      | 0                                                                | 3                                                                | 1                                                                | 4        |
| 23.                                                              | Bulgária (BUL)                                                   | 0                                                                | 1                                                                | 1                                                                | 2        |
| 23.                                                              | Japán (JPN)                                                      | 0                                                                | 1                                                                | 1                                                                | 2        |
| 25.                                                              | Ausztria (AUT)                                                   | 0                                                                | 1                                                                | 0                                                                | 1        |
| 25.                                                              | Kína (CHN)                                                       | 0                                                                | 1                                                                | 0                                                                | 1        |
| 25.                                                              | Paraguay (PAR)                                                   | 0                                                                | 1                                                                | 0                                                                | 1        |
| 25.                                                              | Svájc (SUI)                                                      | 0                                                                | 1                                                                | 0                                                                | 1        |
|                                                                  |                                                                  |                                                                  |                                                                  |                                                                  |          |
| 29.                                                              | Németország (GER)                                                | 0                                                                | 0                                                                | 3                                                                | 3        |
| 29.                                                              | Hollandia (NED)                                                  | 0                                                                | 0                                                                | 3                                                                | 3        |
| 31.                                                              | Chile (CHI)                                                      | 0                                                                | 0                                                                | 1                                                                | 1        |
| 31.                                                              | Dél-Korea (KOR)                                                  | 0                                                                | 0                                                                | 1                                                                | 1        |
| 31.                                                              | Egyesült Német Csapat (EUA)                                      | 0                                                                | 0                                                                | 1                                                                | 1        |
| 31.                                                              | NSZK (FRG)                                                       | 0                                                                | 0                                                                | 1                                                                | 1        |
| 31.                                                              | Ghána (GHA)                                                      | 0                                                                | 0                                                                | 1                                                                | 1        |
|                                                                  |                                                                  |                                                                  |                                                                  |                                                                  |          |
| Összesen                                                         | Összesen                                                         | 30                                                               | 30                                                               | 31                                                               | 91       |

## Férfiak
| Olimpia           | Arany | Ezüst | Bronz |
| 1900, Párizs      | Upton Park FC · Nagy-Britannia (GBR)Tom Burridge · Claude Buckingham · Alfred Chalk · William Gosling · A. Haslam · J. H. Jones · J. Nicholas · William Quash · F. G. Spackman · Arthur Turner · James Zealey | Club Français Paris · Franciaország (FRA)Pierre Allemane · Louis Bach · Alfred Bloch · Fernand Canelle · Duparc · Eugène Fraysse · Virgile Gaillard · René Garnier · R. Grandjean · Lucien Huteau · Lambert · Maurice Macaire · Gaston Peltier | Student XI · Belgium (BEL)Ernest Moreau de Melen · Albert Delbecque · René Kelecom · Marcel Leboutte · Lucien Londot · Eugène Neefs · Gustave Pelgrims · Alphonse Renier · Hilaire Spanoghe · Eric Thornton (angol) · Hendrik van Heukelum (holland) |
| 1904, St. Louis   | Galt Football Club · Kanada (CAN) · George Ducker · John Fraser · John Gourlay · Alexander Hall · Albert Johnston · Robert Lane · Ernest Linton · Gordon McDonald · Frederick Steep · Tom Taylor · William Twaits · Otto Christman · Albert Henderson | Christian Brothers College · Egyesült Államok (USA) · Charles Bartliff · Warren Brittingham · Oscar Brockmeyer · Alexander Cudmore · Charles January · John January · Thomas January · Raymond Lawler · Joseph Lydon · Louis Menges · Peter Ratican | St. Rose Parish · Egyesült Államok (USA) · Joseph Brady · George Cooke · Thomas Cooke · Cormic Cosgrove · Dierkes · Martin Dooling · Frank Frost · Claude Jameson · Henry Jameson · Johnson · O'Connell · Harry Tate |
| 1908, London      | Nagy-Britannia (GBR) · Horace Bailey · George Barlow · Albert Eduard Bell · Arthur Berry · Ronald Brebner · Frederick Chapman · Walter Corbett · W. Crabtree · Walter Daffern · Harold Hardman · Robert Hawkes · Kenneth Hunt · Thomas Porter · Clyde Purnell · Albert Scothern · Herbert Smith · Harold Stapley · Vivian Woodward                                                                                         | Dánia (DEN) · Peter Andersen · Magnus Beck · Ødbert Bjarnholt · Harald Bohr · Charles Buchwald · Ludvig Drescher · Johannes Gandil · Harald Hansen · Knud Hansen · August Lindgren · Einar Middelboe · Kristian Middelboe · Nils Middelboe · Oskar Nielsen · Sophus Nielsen · Bjørn Rasmussen · Vilhelm Wolfhagen | Hollandia (NED) · Reinier Beeuwkes · Frans de Bruyn Kops · Bok de Korver · Vic Gonsalves · John Heijting · Karel Heijting · Jan Kok · Lo La Chapelle · Emil Mundt · Louis Otten · Jops Reeman · Edu Snethlage · Ed Sol · Jan Thomée · Jan van den Berg · Tonie van Renterghem · Caius Welcker |
| 1912, Stockholm   | Nagy-Britannia (GBR) · Ronald Brebner · Thomas Burn · Arthur Knight · Douglas McWirter · Horace Littleworth · James Dines · Arthur Berry · Vivian Woodward · Harold Walden · Gorden Hoare · Ivan Sharpe · Edward Hanney · Harold Stamper · Edward Gordon Wright · W.W. Martin · S. Sanders · Harold Bailey · W.G. Bailey                                                                                                   | Dánia (DEN) · Sophus Hansen · Nils Middelboe · Harald Hansen · Charles von Buchwald · Emil Jцrgensen · Poul Berth · Oscar Nielsen-Norlund · Axel Thufvason · Anthon Olsen · Sophus Nielsen · Vilhelm Wolffhagen · Aksel Petersen · Hjalmar Christoffersen · Ivar-Lykke Seidelin · Poul Nielsen | Hollandia (NED) · Marius Gobel · David Wijnveldt · Piet Bouman · Gerardus Fortgens · Johannes Boutmy · Dirk Lotsy · Jan van Breda Kolff · Henri de Groot · Caesar ten Cate · Jan van der Sluis · Johannes de Korver · Nicolaas Bouvy · Jan Vos |
| 1920, Antwerpen   | Belgium (BEL) · Jan de Bie · Armand Swartenbroeks · Oscar Verbeck · Joseph Musch · Emile Hanse · Andre Fierens · Louis van Hege · Henri Larnoe · Mathieu Bragard · Robert Coppee · Desire Bastin · Felix Balyu · Fernand Nisot · Georges Hebdin · Edző: Raoul Deufresne | Spanyolország (ESP) · Ricardo Zamora · Pedro Vallana · Mariano Arrate · Francisco Artola · Agustin Sancho · Ramón Eguiazábal · Francisco Pagazaurtunduo · Felix Sesumaga · Patricio Arabolaza · Rafael Moreno · Domingo Acedo · Jose Belaustequigoitin · Jose Samitier · Luis Otero · Joaquin Vazquez · Sabino Bilbao · Ramón Gil · Silverio Izaguirre · Edző: Francisco Bra                                                                 | Hollandia (NED) · Robert MacNeill · Henri Denis · Leonard Bosschart · Johannes de Natris · Evert Bulder · Bernardus Groosjohan · Jan van Dort · Oscar van Rappard · Herman von Heyden · Adrianus Bieshaar · Bernard Verwey · Frederik Kuipers · Hermanus Steeman · Jacob Bulder |
| 1924, Párizs      | Uruguay (URU) · José Andrade · Pedro Arispe · Pedro Cea · Alfredo Ghierra · Andrés Mazali · José Nasazzi · José Naya · Pedro Petrone · Ángel Romano · Héctor Scarone · Humberto Tomasina · Santos Urdinarán · José Vidal · Alfredo Zibechi · Szövetségi kapitány: · Ernesto Fígoli | Svájc (SUI) · Max Abegglen · Félix Bédouret · Walter Dietrich · Karl Ehrenbolger · Paul Fässler · Edmond Kramer · Adolphe Mengotti · August Oberhauser · Robert Pache · Aron Pollitz · Hans Pulver · Rudolf Ramseyer · Adolphe Reymond · Paul Schmiedlin · Paul Sturzenegger · Szövetségi kapitány: · Edward Duckworth (angol) | Svédország (SWE) · Albin Dahl · Axel Alfredsson · Charles Brommesson · Evert Lundquist · Fritjof Hillén · Gunnar Holmberg · Gustaf Carlsson · Harry Sundberg · Konrad Hirsch · Per Kaufeldt · Putte Kock · Sigfrid Lindberg · Sten Mellgren · Sven Friberg · Sven Lindqvist · Sven Rydell · Tore Keller · Thorsten Svensson · Szövetségi kapitány: · Nagy József (magyar)                                                                       |
| 1928, Amszterdam  | Uruguay (URU) · Andres Mazal · Jose Nasazzi · Pedro Arispe · Jose Andrade · Lorenzo Fernandez · Juan Píriz · Alvaro Gestido · Santos Urdinarán · Hector Castro · Pedro Petrone · Pedro Cea · Antonio Campolo · Hector Scarone · Juan Arremon · Rene Borjas · Adhemar Canavesi · Roberto Figueroa · Fausto Batignani · Domingo Tejera · Venancio Bartibas · Angel Melogno · Pedro Anselmo · Edző: Primo Gianotti            | Argentína (ARG) · Ángel Bossio · Fernando Paternoster · Ludovico Bidoglio · Juan Evaristo · Luis Monti · Segundo Medici · Raimundo Orsi · Enrique Gainzarain · Manuel Ferreira · Domingo Tarasconi · Adolfo Carricaberry · Feliciano Perducca · Octavio Diaz · Roberto Cherro · Rodolfo Orlandini · Saul Calandra · Alfredo Helman · Luis F. Weihmuller · Adolfo B. Zumelzu · Natalio Perinetti · Pedro Ochoa · S.N. Gomez · Edző: José Lago | Olaszország (ITA) · Gianpiero Combi · Delfo Bellini · Umberto Caligaris · Alfredo Pitto · Fulvio Bernardini · Pietro Genovesi · Adolfo Baloncieri · Elvio Banchero · Angelo Schiavio · Mario Magnozzi · Virgilio Levratto · Giovanni Depro · Virginio Rosetta · Silvio Pietroboni · Antonio Janni · Enrico Rivolta · Gino Rossetti · Pietro Pastore · Attilio Ferraris · Felice Gasperi · A. Viviano · Valentino Degani · Edző: Augusto Rangone |
| 1932 Los Angeles  | Nem szerepelt az olimpiai programban | Nem szerepelt az olimpiai programban | Nem szerepelt az olimpiai programban |
| 1936, Berlin      | Olaszország (ITA) · Bruno Venturini · Alfredo Foni · Pietro Rava · Giuseppe Baldo · Achille Piccini · Ugo Locatelli · Annibale Frossi · Libero Marchini · Sergio Bertoni · Carlo Biagi · Francesco Cabriotti · Giulio Capelli · Alfonso Negro · Luigi Scarabello · Edző: Vittorio Pozzo | Ausztria (AUT) · Eduard Kainberg · Ernst Kunz · Martin Kargl · Anton Krenn · Karl Wahlmuller · Max Hofmeister · Walter Werginz · Adolf Laudon · Klement Steinmetz · Karl Kainberger · Franz Fuchsberger · Franz Mandl · Joseph Kitzmuller · Edző: James Hogan | Norvégia (NOR) · Henry Johansen · Fritjof Ulleberg · Jurgen Juve · Rolf Holmberg · Magdalon Monsen · Reidar Kvammen · Alf Martinsen · Odd Frantzen · Arne Brustad · Nils Eriksen · Oivind Holmsen · Sverre Hansen · Fredrik Horn · Magnar Isaksen · Edző: Asbjorn Halvorsen |
| 1948, London      | Svédország (SWE) · Torsten Lindberg · Knut Nordahl · Erik Nilsson · Birger Rosengren · Bertil Nordahl · Sune Andersson · Kjell Rosén · Gunnar Gren · Gunnar Nordahl · Henry Carlsson · Niels Liedholm · Börje Leander · Rune Emanuelsson · Stellan Nilsson · Stig Nystrom · Karl Svensson · Szövetségi kapitány: Rudolf Kock                                                                                               | Jugoszlávia (YUG) · Ljubomir Lovrić · Miroslav Brozović · Branislav Stanković · Zlatko Čajkovski · Miodrag Jovanović · Aleksandar Atanacković · Zvonko Cimermančić · Rajko Mitić · Stjepan Bobek · Željko Čajkovski · Bernard Vukas · Franjo Šoštarić · Prvoslav Mihajlović · Franjo Velfl · Kosta Tomašević · Szövetségi kapitány: Milroad Arsenijevic                                                                                      | Dánia (DEN) · Eigil Nielsen · Viggo Jensen · Knud Overgaard · Axel Pilmar · Dion Ørnvold · Ivan Jensen · Johannes Plöger · Knud Lundberg · Carl Aage Præst · John Hansen · Jørgen Sørensen · Holger Seebach · Karl Aage Hansen · Szövetségi kapitány: Robert Mountford |
| 1952, Helsinki    | Magyarország (HUN) · Bozsik József · Budai László · Buzánszky Jenő · Czibor Zoltán · Csordás Lajos · Dalnoki Jenő · Grosics Gyula · Hidegkuti Nándor · Kocsis Sándor · Kovács Imre · Lantos Mihály · Lóránt Gyula · Palotás Péter · Puskás Ferenc · Zakariás József | Jugoszlávia (YUG) · Vladimir Beara · Stjepan Bobek · Vujadin Boškov · Zlatko Čajkovski · Tomislav Crnković · Ivica Horvat · Rajko Mitić · Tihomir Ognjanov · Branislav Stanković · Bernard Vukas · Branko Zebec | Svédország (SWE) · Olle Åhlund · Sylve Boris Bengtsson · Yngve Brodd · Bengt Gustavsson · Holger Valdemar Hansson · Egon Jönsson · Gösta Lennart Lindh · Gösta Löfgren · Erik Nilsson · Ingvar Rydell · Lennart Samuelsson · Gösta Oskar Leonard Sandberg · Kalle Svensson · Tore Svensson |
| 1956, Melbourne   | Szovjetunió (URS) · Lev Jasin · Anatolij Basaskin · Mihail Ogonykov · Borisz Kuznyezov · Igor Nyetto · Anatolij Maszljonkin · Borisz Tatusin · Anatolij Iszajev · Nyikita Szimonyan · Szergej Szalnyikov · Anatolij Iljin · Alekszej Paramonov · Eduard Sztrelcov · Nyikolaj Tyiscsenko · Vlagyimir Rizskin · Beca József · Valentyin Ivanov · Borisz Razinszkij                                                           | Jugoszlávia (YUG) · Petar Radenković · Mladen Koščak · Ljubiša Spajić · Nikola Radović · Ivan Šantek · Dobrosav Krstić · Dragoslav Šekularac · Zlatko Papec · Sava Antić · Todor Veselinović · Muhamed Mujić · Blagoja Vidinić · Ibrahim Biogradlić · Luka Lipošinović | Bulgária (BUL) · Jordan Joszifov · Kiril Rakarov · Nikola Kovacsev · Sztefan Bozskov · Manol Manolov · Gavril Sztojanov · Dimitar Milanov · Georgi Dimitrov · Panajot Panajotov · Ivan Kolev · Todor Diev · Georgi Najdenov · Milcso Goranov · Krum Janev |
| 1960, Róma        | Jugoszlávia (YUG) · Blagoja Vidinić · Novak Roganović · Fahrudin Jusufi · Željko Perušić · Vladimir Durković · Ante Žanetić · Andrija Anković · Željko Matuš · Milan Galić · Tomislav Knez · Bora Kostić · Milutin Šoškić · Velimir Sombolac · Aleksandar Kozlina · Silvester Takač · Dušan Maravić | Dánia (DEN) · Henry From · Poul Andersen · Poul Jensen · Bent Hansen · Hans Christian Nielsen · Flemming Nielsen · Poul Pedersen · Tommy Troelsen · Harald Nielsen · Henning Enoksen · Jørn Sørensen · John Danielsen | Magyarország (HUN) · Albert Flórián · Dalnoki Jenő · Dudás Zoltán · Dunai János · Faragó Lajos · Göröcs János · Kovács Ferenc · Novák Dezső · Orosz Pál · Pál Tibor · Rákosi Gyula · Sátori Imre · Solymosi Ernő · Török Gábor · Várhidi Pál · Vilezsál Oszkár |
| 1964, Tokió       | Magyarország (HUN) · Bene Ferenc · Csernai Tibor · Farkas János · Gelei József · Ihász Kálmán · Katona Sándor · Komora Imre · Nógrádi Ferenc · Novák Dezső · Orbán Árpád · Palotai Károly · Szentmihályi Antal · Szepesi Gusztáv · Varga Zoltán | Csehszlovákia (TCH) · Jan Brumovský · Ľudovít Cvetler · Ján Geleta · František Knebort · Karel Knesl · Karel Lichtnégl · Ivan Mráz · Vojtech Masný · Štefan Matlák · Karel Nepomucký · Zdeněk Pičman · František Schmucker · Anton Švajlen · Anton Urban · František Valošek · Josef Vojta · Vladimír Weiss | Egyesült Német Csapat (EUA) · Wolfgang Barthels · Bernd Bauchspiess · Dieter Engelhardt · Otto Frässdorf · Henning Frenzel · Manfred Geisler · Jürgen Heinsch · Gerhard Körner · Klaus Lisiewicz · Jürgen Nöldner · Herbert Pankau · Peter Rock · Klaus-Dieter Seehaus · Hermann Stöcker · Werner Unger · Klaus Urbanczyk · Eberhard Vogel · Manfred Walter · Horst Weigang                                                                     |
| 1968, Mexikóváros | Magyarország (HUN) · Básti István · Fatér Károly · Fazekas László · Dunai Antal · Dunai Lajos · Juhász István · Keglovich László · Kocsis Lajos · Menczel Iván · Nagy László · Noskó Ernő · Novák Dezső · Páncsics Miklós · Sárközi István · Szalay Miklós · Szarka Zoltán · Szűcs Lajos · Bicskei Bertalan* · Varga Zoltán*                                                                                               | Bulgária (BUL) · Georgi Cvetkov · Jancso Dimitrov · Milko Gajdarszki · Ivajlo Georgiev · Atanasz Gerov · Mihail Gjonin · Georgi Hrisztakiev · Kiril Ivkov · Evgeni Jancsovszki · Sztojan Jordanov · Todor Krasztev · Atanasz Mihajlov · Mityu Monev · Aszparuh Nikodimov · Kiril Sztankov · Georgi Vaszilev · Cvetan Veszelinov · Ivan Zafirov · Petar Zsekov                                                                                | Japán (JPN) · Jokojama Kenzó · Katajama Hirosi · Mijamoto Maszakacu · Jamagucsi Jositada · Kamata Micuo · Szuzuki Rjózó · Tomizava Kijosi · Mori Takadzsi · Ogi Aritacu · Jugucsi Eizó · Jaegasi Sigeo · Mijamoto Teruki · Vatanabe Maszasi · Kuvahara Jaszujuki · Kamamoto Kunisige · Macumoto Ikuo · Szugijama Rjúicsi · Hamazaki Maszahiro                                                                                                   |
| 1972, München     | Lengyelország (POL) · Hubert Kostka · Zbigniew Gut · Jerzy Gorgoń · Zygmunt Anczok · Lesław Ćmikiewicz · Zygmunt Maszczyk · Jerzy Kraska · Kazimierz Deyna · Zygfryd Szołtysik · Włodzimierz Lubański · Robert Gadocha · Ryszard Szymczak · Antoni Szymanowski · Marian Ostafiński · Grzegorz Lato · Joachim Marx · Kazimierz Kmiecik · Andrzej Jarosik* · Marian Szeja*                                                   | Magyarország (HUN) · Bálint László · Branikovits László · Dunai Antal · Dunai Ede · Géczi István · Juhász Péter · Kocsis Lajos · Kovács József · Kozma Mihály · Kű Lajos · Páncsics Miklós · Rothermel Ádám · Szűcs Lajos · Tóth Kálmán · Várady Béla · Vépi Péter · Vidáts Csaba · Básti István* · Rapp Imre* | Szovjetunió (URS) · Jevgenyij Rudakov · Murtaz Hurcilava · Jurij Isztomin · Volodimir Kaplicsnij · Viktor Kolotov · Jevgenyij Lovcsev · Szergej Olsanszkij · Vjacseszlav Szemenov · Oleh Blohin · Gennagyij Jevrjuzsihin · Hovhannesz Zanazanján · Andrej Jakubik · Arkadi Andreaszján · Anatolij Kukszov · Szabó József · Vlagyimir Pilhuj · Volodimir Oniscsenko · Revaz Dzodzuasvili · Jurij Jeliszejev                                      |
| 1972, München     | Lengyelország (POL) · Hubert Kostka · Zbigniew Gut · Jerzy Gorgoń · Zygmunt Anczok · Lesław Ćmikiewicz · Zygmunt Maszczyk · Jerzy Kraska · Kazimierz Deyna · Zygfryd Szołtysik · Włodzimierz Lubański · Robert Gadocha · Ryszard Szymczak · Antoni Szymanowski · Marian Ostafiński · Grzegorz Lato · Joachim Marx · Kazimierz Kmiecik · Andrzej Jarosik* · Marian Szeja*                                                   | Magyarország (HUN) · Bálint László · Branikovits László · Dunai Antal · Dunai Ede · Géczi István · Juhász Péter · Kocsis Lajos · Kovács József · Kozma Mihály · Kű Lajos · Páncsics Miklós · Rothermel Ádám · Szűcs Lajos · Tóth Kálmán · Várady Béla · Vépi Péter · Vidáts Csaba · Básti István* · Rapp Imre* | NDK (GDR) · Jürgen Croy · Manfred Zapf · Konrad Weise · Bernd Bransch · Jürgen Pommerenke · Jürgen Sparwasser · Hans-Jürgen Kreische · Joachim Streich · Wolfgang Seguin · Peter Ducke · Frank Ganzera · Lothar Kurbjuweit · Eberhard Vogel · Ralf Schulenberg · Reinhard Häfner · Harald Irmscher · Siegmar Wätzlich · Axel Tyll* · Dieter Schneider*                                                                                          |
| 1976, Montréal    | NDK (GDR) · Jurgen Croy · Hans-Jürgen Dörner · Konrad Weise · Lothar Kurbjuweit · Reinhard Lauck · Reinhard Häfner · Hans-Jürgen Riediger · Martin Hoffmann · Gerd Kische · Wolfram Löwe · Hartmut Schade · Bernd Bransch · Wilfried Gröbner · Gerd Weber · Gert Heidler · Dieter Riedel · Hans-Ullrich Grapenthin | Lengyelország (POL) · Jan Tomaszewski · Antoni Szymanowski · Władysław Żmuda · Zygmunt Maszczyk · Grzegorz Lato · Henryk Kasperczak · Kazimierz Deyna · Andrzej Szarmach · Kazimierz Kmiecik · Henryk Wawrowski · Henryk Wieczorek · Pjotr Mowlik · Jerzy Gorgoń · Wojciech Rudy · Lesław Ćmikiewicz · Jan Benigier · Roman Ogaza | Szovjetunió (URS) · Vlagyimir Asztapovszkij · Viktor Matvijenko · Mihail Fomenko · Reskó István · Vlagyimir Troskin · Volodimir Oniscsenko · Viktor Kolotov · Oleh Blohin · Leonyid Burjak · Alekszandr Minajev · Viktor Zvjagincev · Leonyid Nazarenko · Anatolij Konykov · Vlagyimir Veremejev · Vlagyimir Fjodorov · David Kipiani · Alekszandr Prohorov                                                                                     |
| 1980, Moszkva     | Csehszlovákia (TCH) · Stanislav Seman · Luděk Macela · Josef Mazura · Libor Radimec · Zdeněk Rygel · Petr Němec · Ladislav Vízek · Jan Berger · Jindřich Svoboda · Luboš Pokluda · Verner Lička · Oldřich Rott · František Štambachr · Rostislav Václavíček · František Kunzo · Jaroslav Netolička · Zdeněk Šreiner | NDK (GDR) · Bodo Rudwaleit · Artur Ullrich · Lothar Hause · Frank Baum · Rüdiger Schnuphase · Frank Terletzki · Wolfgang Steinbach · Werner Peter · Dieter Kühn · Norbert Trieloff · Matthias Müller · Matthias Liebers · Wolf-Rüdiger Netz · Frank Uhlig · Jurgen Bähringer · Bernd Jakubowski | Szovjetunió (URS) · Rinat Daszajev · Tengiz Szulakvelidze · Alekszandr Csivadze · Vagiz Higyijatullin · Oleg Romanzev · Szergej Savlo · Szergej Andrejev · Volodimir Bezszonov · Jurij Gavrilov · Fjodor Cserenkov · Valerij Gazzajev · Szergej Baltacsa · Horen Oganeszjan · Vlagyimir Pilguj · Szergej Nyikulin · Aljakszandr Prakapenka · Revaz Cselebadze                                                                                   |
| 1984, Los Angeles | Franciaország (FRA) · Albert Rust · William Ayache · Michel Bibard · Dominique Bijotat · Francois Brisson · Patrick Cubaynes · Patrice Garande · Philippe Jeannol · Guy Lacombe · Jean-Claude Lemoult · Jean-Philippe Rohr · Didier Senac · Jean-Christoph Thouvenel · Jose Toure · Daniel Xuereb · Jean-Louis Zanon · Michel Benoussan                                                                                    | Brazília (BRA) · Gilmar Rinaldi · Ronaldo Silva · Jorge Luiz Brum · Mauro Galvao · Ademir Rock Kaefer · André Luiz Ferreira · Paulo Santos · Carlos Dunga · Joao Leiehardt Neto · Augilmar Oliveira · Silvio Paiva · Luiz Dias · Luiz Carlos Winck · Davi Cortez Silva · Jose Antonio Gil · Francisco Vidal · Milton Cruz | Jugoszlávia (YUG) · Ivan Pudar · Vlado Caplijic · Mirsad Baljic · Srecko Katanec · Marko Elsner · Ljubomir Radanovic · Admir Smajic · Nenad Gracan · Milko Djurovski · Mehmed Bazdarevic · Borislav Cvetkovic · Tomislav Ivković · Jovica Nikolic · Stjepan Deverić · Branko Miljus · Dragan Stojkovic · Mitar Mrkela |
| 1988, Szöul       | Szovjetunió (URS) · Alekszandr Borogyuk · Olekszij Cserednik · Igor Dobrovolszkij · Szergej Fokin · Szergej Gorlukovics · Dmitrij Harin · Arvydas Janonis · Jevgenyij Jarovenko · Gela Ketasvili · Jevgenyij Kuznyecov · Volodimir Ljutij · Viktor Loszev · Olekszij Mihajlicsenko · Arminas Narbekovas · İqor Ponomaryov · Alekszej Prudnyikov · Jurij Szavicsev · Igor Szkljarov · Vlagyimir Tatarcsuk · Vadim Tiscsenko | Brazília (BRA) · Cláudio Taffarel · Jorge Campos · Joao Santos · Ricardo Raimundo · Ademir Kaefer · Iomar Nascimento · Valdo Candido · Geovani Silva · Edmar Santos · Hamilton Souza · Romário · Jose Araujo · André Cruz · Luiz Winck · Aloísio Pires Alves · Milton Souza · José Ferreira · Sergio Luiz · Jorge Silva · Bebeto | NSZK (FRG) · Uwe Kamps · Oliver Reck · Wolfgang Funkel · Roland Grahammer · Thomas Horster · Gunnar Sauer · Michael Schulz · Rudolf Bommer · Holger Fach · Gerhard Kleppinger · Armin Gortz · Thomas Häßler · Olaf Janssen · Christian Schreier · Ralf Sievers · Wolfram Wuttke · Jürgen Klinsmann · Fritz Walter · Frank Mill · Karl-Heinz Riedle                                                                                              |
| 1992, Barcelona   | Spanyolország (ESP) · Albert Ferrer · Mikel Lasa · Roberto Solozábal · Juan López · David Villabona · José Amavisca · Luis Enrique · Josep Guardiola · Abelardo Fernández · Antonio Jiménez · Gaby Vidal · Francisco Soler · Miguel Hernández · Rafa Berges · Antonio Pinilla · Kiko · Alfonso Pérez Muñoz | Lengyelország (POL) · Aleksander Kłak · Marcin Jałocha · Tomasz Łapiński · Marek Koźmiński · Tomasz Wałdoch · Dariusz Gęsior · Piotr Świerczewski · Dariusz Adamczuk · Grzegorz Mielcarski · Jerzy Brzęczek · Andrzej Juskowiak · Ryszard Staniek · Marek Bajor · Andrzej Kobylański · Mirosław Waligóra · Dariusz Kosela · Wojciech Kowalczyk                                                                                               | Ghána (GHA) · Anthony Mensah · Frank Amankwah · Isaac Asare · Mohammed Gargo · Joachin Yaw Acheampong · Alex Nyarko · Oli Rahman · Nii Lamptey · Kwame Ayew · Shamo Quaye · Samuel Kumah · Samuel Kuffour · Sammi Adjei · Mohammed Kalilu · Bernard Aryee · Simon Addo · Maxwell Konadu · Yaw Preko · Mamood Armadu · Ibrahim Dossey |
| 1996, Atlanta     | Nigéria (NGR) · Daniel Amokachi · Emmanuel Amunike · Tijani Babangida · Celestine Babayaro · Emmanuel Babayaro · Teslim Fatusi · Victor Ikpeba · Dosu Joseph · Nwankwo Kanu · Garba Lawal · Abiodun Obafemi · Kingsley Obiekwu · Uche Okechukwu · Jay-Jay Okocha · Sunday Oliseh · Mobi Oparaku · Wilson Oruma · Taribo West · Edző: Jo Bonfrere                                                                           | Argentína (ARG) · Matías Almeyda · Roberto Ayala · Christian Bassedas · Carlos Bossio · Pablo Cavallero · José Chamot · Hernán Crespo · Marcelo Delgado · Marcelo Gallardo · Claudio López · Gustavo López · Hugo Morales · Ariel Ortega · Pablo Paz · Héctor Pineda · Roberto Sensini · Diego Simeone · Javier Zanetti · Edző: Daniel Passarella                                                                                            | Brazília (BRA) · Dida · Zé María · Aldair · Ronaldo · Flávio Conceição · Roberto Carlos · Bebeto · Amaral · Juninho · Rivaldo · Sávio · Danrlei · Narciso · André Luiz · Zé Elias · Marcelinho Paulista · Luizão · Ronaldo Guiaro · Edző: Mario Zagallo |
| 2000, Sydney      | Kamerun (CMR) · Samuel Eto’o · Serge Mimpo · Clement Beaud · Aaron Nguimbat · Joel Epalle · Modeste M’bami · Patrice Abanda · Nicolas Alnoudji · Daniel Bekono · Serge Branco · Lauren Etame Mayer · Idriss Carlos Kameni · Patrick M’Boma · Albert Meyong · Daniel Ngom Kome · Geremi Njitap Fotso · Patrick Suffo · Pierre Womé · Szövetségi kapitány: Jean-Paul Akono                                                   | Spanyolország (ESP) · David Albelda · Iván Amaya · Miguel Ángel Angulo · Daniel Aranzubia · Joan Capdevila · Jordi Ferron · Gabriel García · Xavier Hernández · Jesús María Lacruz · Albert Luque · Carlos Marchena · Felipe Ortiz · Carles Puyol · José María Romero · Ismael Ruiz · Raúl Tamudo · Antonio Velamazán · Unai Vergara · Szövetségi kapitány: Iñaki Sáez                                                                       | Chile (CHI) · Pedro Reyes · Nelson Tapia · Iván Zamorano · Javier di Gregorio · Cristian Álvarez · Francisco Arrue · Pablo Contreras · Sebastián González · David Henríquez · Manuel Ibarra · Claudio Maldonado · Reinaldo Navia · Rodrigo Núñez · Rafael Olarra · Patricio Ormazábal · David Pizarro · Rodrigo Tello · Mauricio Rojas · Szövetségi kapitány: Nelson Acosta                                                                     |
| 2004, Athén       | Argentína (ARG) · Germán Lux · Wilfredo Caballero · Roberto Ayala · Fabricio Coloccini · Gabriel Heinze · Clemente Rodríguez · Leandro Fernández · Javier Mascherano · Cristian 'Kily' González · Andrés D'Alessandro · Lucho González · Nicolás Medina · César Delgado · Carlos Tévez · Mauro Rosales · Javier Saviola · Mariano González · Luciano Figueroa · Szövetségi kapitány: Marcelo Bielsa                        | Paraguay (PAR) · Rodrigo Romero · Emilio Martínez · Julio Manzur · Carlos Gamarra · José Devaca · Celso Esquivel · Pablo Giménez · Edgar Barreto · Fredy Barreiro · Diego Figueredo · Aureliano Torres · Pedro Benítez · Julio César Enciso · Julio González · Ernesto Cristaldo · Osvaldo Díaz · José Cardozo · Diego Barreto · Szövetségi kapitány: Carlos Jara Saguier                                                                    | Olaszország (ITA) · Ivan Pelizzoli · Marco Amelia · Emiliano Moretti · Matteo Ferrari · Andrea Barzagli · Cesare Bovo · Giorgio Chiellini · Daniele Bonera · Giampiero Pinzi · Angelo Palombo · Andrea Pirlo · Daniele De Rossi · Marco Donadel · Alberto Gilardino · Simone Del Nero · Giuseppe Sculli · Andrea Gasbarroni · Giandomenico Mesto · Szövetségi kapitány: Claudio Gentile                                                         |
| 2008, Peking      | Argentína (ARG) · Lautaro Acosta · Sergio Agüero · Éver Banega · Diego Buonanotte · Ángel Di María · Federico Fazio · Fernando Gago · Ezequiel Garay · Ezequiel Lavezzi · Javier Mascherano · Lionel Messi · Luciano Fabián Monzón · Nicolas Navarro · Nicolás Pareja · Juan Román Riquelme · Sergio Romero · José Ernesto Sosa · Oscar Ustari · Pablo Zabaleta · Szövetségi kapitány: Sergio Batista                      | Nigéria (NGR) · Olubayo Adefemi · Dele Adeleye · Oluwafemi Ajilore · Efe Ambrose · Victor Anichebe · Onyekachi Apam · Emmanuel Ekpo · Ikechukwu Ezenwa · Isaac Promise · Monday James · Sani Kaita · Chinedu Obasi · Victor Nsofor Obinna · Peter Odemwingie · Chibuzor Okonkwo · Solomon Okoronkwo · Oladapo Olufemi · Ambruse Vanzekin · Szövetségi kapitány: Samson Siasia                                                                | Brazília (BRA) · Diego Alves · Anderson · Borges · Diego · Hernanes · Ilsinho · Jô · Lucas · Marcelo · Thiago Neves · Alexandre Pato · Rafinha · Ramires · Renan · Ronaldinho · Alex Silva · Thiago Silva · Rafael Sóbis · Szövetségi kapitány: Dunga |
| 2012, London      | Mexikó (MEX) · José Corona · Israel Jiménez · Carlos Salcido · Hiram Mier · Dárvin Chávez · Héctor Herrera · Javier Cortés · Marco Fabián · Oribe Peralta · Giovani dos Santos · Javier Aquino · Raúl Jiménez · Diego Reyes · Jorge Enríquez · Néstor Vidrio · Miguel Ponce · Néstor Araujo · José Antonio Rodríguez | Brazília (BRA) · Gabriel Vasconcellos Ferreira · Rafael da Silva · Thiago Silva · Juan Guilherme Nunes Jesus · Sandro Raniere · Marcelo Vieira · Lucas Moura · Rômulo Borges Monteiro · Leandro Damião · Oscar · Neymar · Hulk · Bruno Uvini · Danilo Luiz da Silva · Alex Sandro · Ganso · Alexandre Pato · Norberto Murara Neto | Dél-Korea (KOR) · Pek Szongdong · Hvang Szokho · Csi Dongvon · Csong Szongljong · Csong Ujong · Ki Szongjong · Kim Bokjong · Kim Cshangszu · Kim Hjonszong · Kim Gihi · Kim Jonggvon · Ku Dzsacshol · I Bomjong · Nam Thehi · O Dzseszok · Pak Csujong · Pak Csongu · Jun Szokjong |
| 2016, Rio         | Brazília (BRA) · Wéverton · Zeca · Rodrigo Caio · Marquinhos · Renato Augusto · Douglas Santos · Luan · Rafinha Alcântara · Gabriel · Neymar · Gabriel Jesus · Walace · William · Luan Garcia · Rodrigo Dourado · Thiago Maia · Felipe Anderson · Uilson · | Németország (GER) · Timo Horn · Jeremy Toljan · Lukas Klostermann · Matthias Ginter · Niklas Süle · Sven Bender · Max Meyer · Lars Bender · Davie Selke · Leon Goretzka · Julian Brandt · Jannik Huth · Philipp Max · Robert Bauer · Max Christiansen · Grischa Prömel · Serge Gnabry · Nils Petersen · Eric Oelschlägel | Nigéria (NGR) · Daniel Akpeyi · Muenfuh Sincere · Kingsley Madu · Shehu Abdullahi · Saturday Erimuya · William Troost-Ekong · Aminu Umar · Oghenekaro Etebo · Imoh Ezekiel · John Obi Mikel · Junior Ajayi · Popoola Saliu · Umar Sadiq · Azubuike Okechukwu · Ndifreke Udo · Stanley Amuzie · Usman Mohammed · Emmanuel Daniel · |
| 2020, Tokyo       | | | |

* - olimpiai csapatnak tagja volt, de nem lépett pályára

### Férfi éremtáblázat
| A nyári olimpiai játékok éremtáblázata férfi labdarúgásban | A nyári olimpiai játékok éremtáblázata férfi labdarúgásban | A nyári olimpiai játékok éremtáblázata férfi labdarúgásban | A nyári olimpiai játékok éremtáblázata férfi labdarúgásban | A nyári olimpiai játékok éremtáblázata férfi labdarúgásban | Olimpia  |
| ---------------------------------------------------------- | ---------------------------------------------------------- | ---------------------------------------------------------- | ---------------------------------------------------------- | ---------------------------------------------------------- | -------- |
|                                                            | Ország                                                     | Arany                                                      | Ezüst                                                      | Bronz                                                      | Összesen |
| 1.                                                         | Magyarország (HUN)                                         | 3                                                          | 1                                                          | 1                                                          | 5        |
| 2.                                                         | Nagy-Britannia (GBR)                                       | 3                                                          | 0                                                          | 0                                                          | 3        |
| 3.                                                         | Argentína (ARG)                                            | 2                                                          | 2                                                          | 0                                                          | 4        |
| 4.                                                         | Szovjetunió (URS)                                          | 2                                                          | 0                                                          | 3                                                          | 5        |
| 5.                                                         | Uruguay (URU)                                              | 2                                                          | 0                                                          | 0                                                          | 2        |
| 6.                                                         | Brazília (BRA)                                             | 1                                                          | 3                                                          | 2                                                          | 6        |
| 7.                                                         | Jugoszlávia (YUG)                                          | 1                                                          | 3                                                          | 1                                                          | 5        |
| 8.                                                         | Spanyolország (ESP)                                        | 1                                                          | 2                                                          | 0                                                          | 3        |
| 8.                                                         | Lengyelország (POL)                                        | 1                                                          | 2                                                          | 0                                                          | 3        |
| 10.                                                        | NDK (GDR)                                                  | 1                                                          | 1                                                          | 1                                                          | 3        |
| 11.                                                        | Franciaország (FRA)                                        | 1                                                          | 1                                                          | 0                                                          | 2        |
| 11.                                                        | Nigéria (NGR)                                              | 1                                                          | 1                                                          | 1                                                          | 3        |
| 11.                                                        | Csehszlovákia (TCH)                                        | 1                                                          | 1                                                          | 0                                                          | 2        |
| 14.                                                        | Olaszország (ITA)                                          | 1                                                          | 0                                                          | 2                                                          | 3        |
| 14.                                                        | Svédország (SWE)                                           | 1                                                          | 0                                                          | 2                                                          | 3        |
| 16.                                                        | Belgium (BEL)                                              | 1                                                          | 0                                                          | 1                                                          | 2        |
| 17.                                                        | Kanada (CAN)                                               | 1                                                          | 0                                                          | 0                                                          | 1        |
| 17.                                                        | Kamerun (CMR)                                              | 1                                                          | 0                                                          | 0                                                          | 1        |
| 17.                                                        | Mexikó (MEX)                                               | 1                                                          | 0                                                          | 0                                                          | 1        |
|                                                            |                                                            |                                                            |                                                            |                                                            |          |
| 20.                                                        | Dánia (DEN)                                                | 0                                                          | 3                                                          | 1                                                          | 4        |
| 21.                                                        | Bulgária (BUL)                                             | 0                                                          | 1                                                          | 1                                                          | 2        |
| 21.                                                        | Egyesült Államok (USA)                                     | 0                                                          | 1                                                          | 1                                                          | 2        |
| 23.                                                        | Ausztria (AUT)                                             | 0                                                          | 1                                                          | 0                                                          | 1        |
| 23.                                                        | Németország (GER)                                          | 0                                                          | 1                                                          | 0                                                          | 1        |
| 23.                                                        | Paraguay (PAR)                                             | 0                                                          | 1                                                          | 0                                                          | 1        |
| 23.                                                        | Svájc (SUI)                                                | 0                                                          | 1                                                          | 0                                                          | 1        |
|                                                            |                                                            |                                                            |                                                            |                                                            |          |
| 27.                                                        | Hollandia (NED)                                            | 0                                                          | 0                                                          | 3                                                          | 3        |
| 28.                                                        | Chile (CHI)                                                | 0                                                          | 0                                                          | 1                                                          | 1        |
| 28.                                                        | Dél-Korea (KOR)                                            | 0                                                          | 0                                                          | 1                                                          | 1        |
| 28.                                                        | Egyesült Német Csapat (EUA)                                | 0                                                          | 0                                                          | 1                                                          | 1        |
| 28.                                                        | Ghána (GHA)                                                | 0                                                          | 0                                                          | 1                                                          | 1        |
| 28.                                                        | Japán (JPN)                                                | 0                                                          | 0                                                          | 1                                                          | 1        |
| 28.                                                        | Norvégia (NOR)                                             | 0                                                          | 0                                                          | 1                                                          | 1        |
| 28.                                                        | NSZK (FRG)                                                 | 0                                                          | 0                                                          | 1                                                          | 1        |
|                                                            |                                                            |                                                            |                                                            |                                                            |          |
| Összesen                                                   | Összesen                                                   | 26                                                         | 26                                                         | 27                                                         | 79       |

## Nők
| Olimpia       | Arany | Ezüst | Bronz |
| 1996, Atlanta | Egyesült Államok (USA) · Michelle Akers · Brandi Chastain · Joy Fawcett · Julie Foudy · Carin Gabarra · Mia Hamm · Mary Harvey · Kristine Lilly · Shannon MacMillan · Tiffeny Milbrett · Carla Overbeck · Cindy Parlow · Tiffany Roberts · Briana Scurry · Tisha Venturini · Staci Wilson                                                                                           | Kína (CHN) · Chen Yufeng · Fan Yunjie · Gao Hong · Liu Ailing · Liu Ying · Shi Guihong · Shui Qingxia · Sun Qingmei · Szun Ven · Wang Liping · Wei Haiying · Wen Lirong · Xie Huilin · Yu Hongqi · Zhao Lihong · Zhong Honglian | Norvégia (NOR) · Ann Kristin Aarønes · Agnete Carlsen · Gro Espeseth · Tone Gunn Frustøl · Tone Haugen · Linda Medalen · Merete Myklebust · Bente Nordby · Anne Nymark Andersen · Nina Nymark Andersen · Marianne Pettersen · Hege Riise · Brit Sandaune · Reidun Seth · Heidi Støre · Tina Svensson · Trine Tangeraas · Kjersti Thun                                                       |
| 2000, Sydney  | Norvégia (NOR) · Gro Espeseth · Bente Nordby · Marianne Pettersen · Hege Riise · Kristin Bekkevold · Ragnhild Gulbrandsen · Solveig Gulbrandsen · Margunn Haugenes · Ingeborg Hovland · Christine Bøe Jensen · Silje Jørgensen · Monica Knudsen · Gøril Kringen · Unni Lehn · Dagny Mellgren · Anita Rapp · Brit Sandaune · Bente Kvitland · Szövetségi kapitány: Per Mathias Høgmo | Egyesült Államok (USA) · Brandi Chastain · Joy Fawcett · Julie Foudy · Mia Hamm · Kristine Lilly · Tiffeny Milbrett · Carla Overbeck · Cindy Parlow · Briana Scurry · Lorrie Fair · Michelle French · Shannon MacMillan · Siri Mullinix · Christie Pearce · Nikki Serlenga · Danielle Slaton · Kate Sobrero · Sara Whalen · Szövetségi kapitány: April Heinrichs | Németország (GER) · Ariane Hingst · Melanie Hoffmann · Steffi Jones · Renate Lingor · Maren Meinert · Sandra Minnert · Claudia Müller · Birgit Prinz · Silke Rottenberg · Kerstin Stegemann · Bettina Wiegmann · Tina Wunderlich · Nicole Brandebusemeyer · Nadine Angerer · Doris Fitschen · Jeannette Götte · Stefanie Gottschlich · Inka Grings · Szövetségi kapitány: Tina Theune-Meyer |
| 2004, Athén   | Egyesült Államok (USA) · Shannon Boxx · Brandi Chastain · Joy Fawcett · Julie Foudy · Mia Hamm · Angela Hucles · Kristine Lilly · Kristin Luckenbill · Kate Markgraf · Heather Mitts · Cindy Parlow · Christie Rampone · Cat Reddick · Heather O’Reilly · Briana Scurry · Lindsay Tarpley · Aly Wagner · Abby Wambach · Szövetségi kapitány: April Heinrichs                        | Brazília (BRA) · Andréia · Maravilha · Mônica · Tânia · Juliana · Daniela · Rosana · Renata Costa · Aline · Formiga · Elaine · Maycon · Pretinha · Marta · Cristiane · Roseli · Dayane · Grazielle · Szövetségi kapitány: Renê Simões | Németország (GER) · Silke Rottenberg · Kerstin Stegeman · Kerstin Garefrekes · Steffi Jones · Sarah Günther · Viola Odebrecht · Pia Wunderlich · Petra Wimbersky · Birgit Prinz · Renate Lingor · Martina Müller · Navina Omilade · Sandra Minnert · Isabell Bachor · Sonja Fuss · Conny Pohlers · Ariane Hingst · Nadine Angerer · Szövetségi kapitány: Tina Theune-Meyer                  |
| 2008, Peking  | Egyesült Államok (USA) · Nicole Barnhart · Shannon Boxx · Rachel Buehler · Lori Chalupny · Lauren Cheney · Stephanie Cox · Tobin Heath · Angela Hucles · Natasha Kai · Carli Lloyd · Kate Markgraf · Heather Mitts · Heather O’Reilly · Christie Rampone · Amy Rodriguez · Hope Solo · Lindsay Tarpley · Aly Wagner · Szövetségi kapitány: Pia Sundhage                             | Brazília (BRA) · Andréia · Andréia Rosa · Bárbara · Cristiane · Daniela · Érika · Ester · Fabiana · Formiga · Francielle · Marta · Maurine · Maycon · Pretinha · Renata Costa · Rosana · Simone · Tânia · Szövetségi kapitány: Jorge Luiz Barcellos | Németország (GER) · Nadine Angerer · Fatmire Bajramaj · Saskia Bartusiak · Melanie Behringer · Linda Bresonik · Kerstin Garefrekes · Ariane Hingst · Ursula Holl · Annike Krahn · Simone Laudehr · Renate Lingor · Anja Mittag · Célia Okoyino da Mbabi · Babett Peter · Conny Pohlers · Birgit Prinz · Sandra Smisek · Kerstin Stegemann · Szövetségi kapitány: Silvia Neid                |
| 2012, London  | Egyesült Államok (USA) · Nicole Barnhart · Shannon Boxx · Rachel Buehler · Lauren Cheney · Tobin Heath · Amy LePeilbet · Sydney Leroux · Carli Lloyd · Heather Mitts · Alex Morgan · Kelley O’Hara · Heather O’Reilly · Christie Rampone · Megan Rapinoe · Amy Rodriguez · Becky Sauerbrunn · Hope Solo · Abby Wambach                                                              | Japán (JPN) · Fukumoto Miho · Kinga Jukari · Ivasimizu Azusza · Kumagai Szaki · Szamesima Aja · Szakagucsi Mizuho · Andó Kozue · Mijama Aja · Kavaszumi Nahomi · Szava Homare · Óno Sinobu · Jano Kjóko · Marujama Karina · Tanaka Aszuna · Takasze Megumi · Ivabucsi Mana · Nagaszato Juki · Kaihori Ajumi                                                      | Kanada (CAN) · Karina LeBlanc · Emily Zurrer · Chelsea Stewart · Carmelina Moscato · Robyn Gayle · Kaylyn Kyle · Rhian Wilkinson · Diana Matheson · Candace Chapman · Lauren Sesselmann · Desiree Scott · Christine Sinclair · Sophie Schmidt · Melissa Tancredi · Kelly Parker · Jonelle Filigno · Brittany Timko · Erin McLeod · Melanie Booth · Marie-Eve Nault                          |
| 2016, Rio     | Németország (GER) · Almuth Schult · Josephine Henning · Saskia Bartusiak · Leonie Maier · Annike Krahn · Simone Laudehr · Melanie Behringer · Lena Goeßling · Alexandra Popp · Marozsán Dzsenifer · Anja Mittag · Tabea Kemme · Sara Däbritz · Babett Peter · Mandy Islacker · Melanie Leupolz · Isabel Kerschowski · Laura Benkarth · Svenja Huth                                  | Svédország (SWE) · Jonna Andersson · Emilia Appelqvist · Kosovare Asllani · Emma Berglund · Stina Blackstenius · Lisa Dahlkvist · Magdalena Eriksson · Nilla Fischer · Pauline Hammarlund · Sofia Jakobsson · Hedvig Lindahl · Fridolina Rolfö · Elin Rubensson · Jessica Samuelsson · Lotta Schelin · Caroline Seger · Linda Sembrant · Olivia Schough          | Kanada (CAN) · Stephanie Labbé · Allysha Chapman · Kadeisha Buchanan · Shelina Zadorsky · Rebecca Quinn · Deanne Rose · Rhian Wilkinson · Diana Matheson · Josée Bélanger · Ashley Lawrence · Desiree Scott · Christine Sinclair · Sophie Schmidt · Melissa Tancredi · Nichelle Prince · Janine Beckie · Jessie Fleming · Sabrina D’Angelo                                                  |
| 2020, Tokyo   | | | |

### Női éremtáblázat
| A nyári olimpiai játékok éremtáblázata női labdarúgásban | A nyári olimpiai játékok éremtáblázata női labdarúgásban | A nyári olimpiai játékok éremtáblázata női labdarúgásban | A nyári olimpiai játékok éremtáblázata női labdarúgásban | A nyári olimpiai játékok éremtáblázata női labdarúgásban | Olimpia  |
| -------------------------------------------------------- | -------------------------------------------------------- | -------------------------------------------------------- | -------------------------------------------------------- | -------------------------------------------------------- | -------- |
|                                                          | Ország                                                   | Arany                                                    | Ezüst                                                    | Bronz                                                    | Összesen |
| 1.                                                       | Egyesült Államok (USA)                                   | 4                                                        | 1                                                        | 0                                                        | 5        |
| 2.                                                       | Németország (GER)                                        | 1                                                        | 0                                                        | 3                                                        | 4        |
| 3.                                                       | Norvégia (NOR)                                           | 1                                                        | 0                                                        | 1                                                        | 2        |
|                                                          |                                                          |                                                          |                                                          |                                                          |          |
| 4.                                                       | Brazília (BRA)                                           | 0                                                        | 2                                                        | 0                                                        | 2        |
| 5.                                                       | Kína (CHN)                                               | 0                                                        | 1                                                        | 0                                                        | 1        |
| 5.                                                       | Japán (JPN)                                              | 0                                                        | 1                                                        | 0                                                        | 1        |
| 5.                                                       | Svédország (SWE)                                         | 0                                                        | 1                                                        | 0                                                        | 1        |
|                                                          |                                                          |                                                          |                                                          |                                                          |          |
| 8.                                                       | Kanada (CAN)                                             | 0                                                        | 0                                                        | 2                                                        | 2        |
|                                                          |                                                          |                                                          |                                                          |                                                          |          |
| Összesen                                                 | Összesen                                                 | 6                                                        | 6                                                        | 6                                                        | 18       |